# Amy Davidson
Amy Davidson (Phoenix, Arizona, 15 de setembro de 1979) é uma atriz norte-americana que é mais conhecida por sua personagem "Kerry Michelle Hennessy" em 8 Simple Rules.

## Filmografia
| Filmes      | Filmes                                | Filmes                               | Filmes       |
| Ano         | Título                                | Papel                                | Notas        |
| ----------- | ------------------------------------- | ------------------------------------ | ------------ |
| 2000        | The Truth About Jane                  | Elizabeth                            | Para TV      |
| 2005        | Annie's Point                         | Ella Eason                           | Para TV      |
| 2007        | Netherbeast Incorporated              | Pearl Stricklett                     |              |
| 2008        | Goyband                               | Rebekka                              |              |
| Televisão   |                                       |                                      |              |
| Ano         | Título                                | Papel                                | Notas        |
| 2001        | Judging Amy                           | Lindsey Sandowski                    | 1 episódio   |
| 2001 / 2002 | So Little Time                        | Cammie Morton                        | 6 episódios  |
| 2003        | The New Tom Green Show                |                                      | 1 episódio   |
| 2005        | Brandy & Mr. Whiskers                 | Tiffany Turlington                   | 1 episódio   |
| 2002 - 2005 | 8 Simple Rules                        | Kerry Hennessy                       | 76 episódios |
| 2006        | Strong Medicine                       | Jamie                                | 1 episódio   |
| 2006        | Malcolm in the Middle                 | Parceira de dança de Malcolm / Paula | 2 episódios  |
| 2007        | CSI: NY                               | Carolyn                              | 1 episódio   |
| 2008        | The Capture of the Green River Killer | Helen 'Hel' Remus                    | Mini-série   |
| 2009        | Criminal Minds                        | Zoe Hawkes                           | 1 episódio   |
| 2009        | Ghost Whisperer                       | Dana Mayhew                          | 1 episódio   |